# Eothenomys chinensis
Eothenomys chinensis là một loài động vật có vú trong họ Cricetidae, bộ Gặm nhấm. Loài này được Thomas mô tả năm 1891.